# Aegidiikirchhof 5 (Quedlinburg)

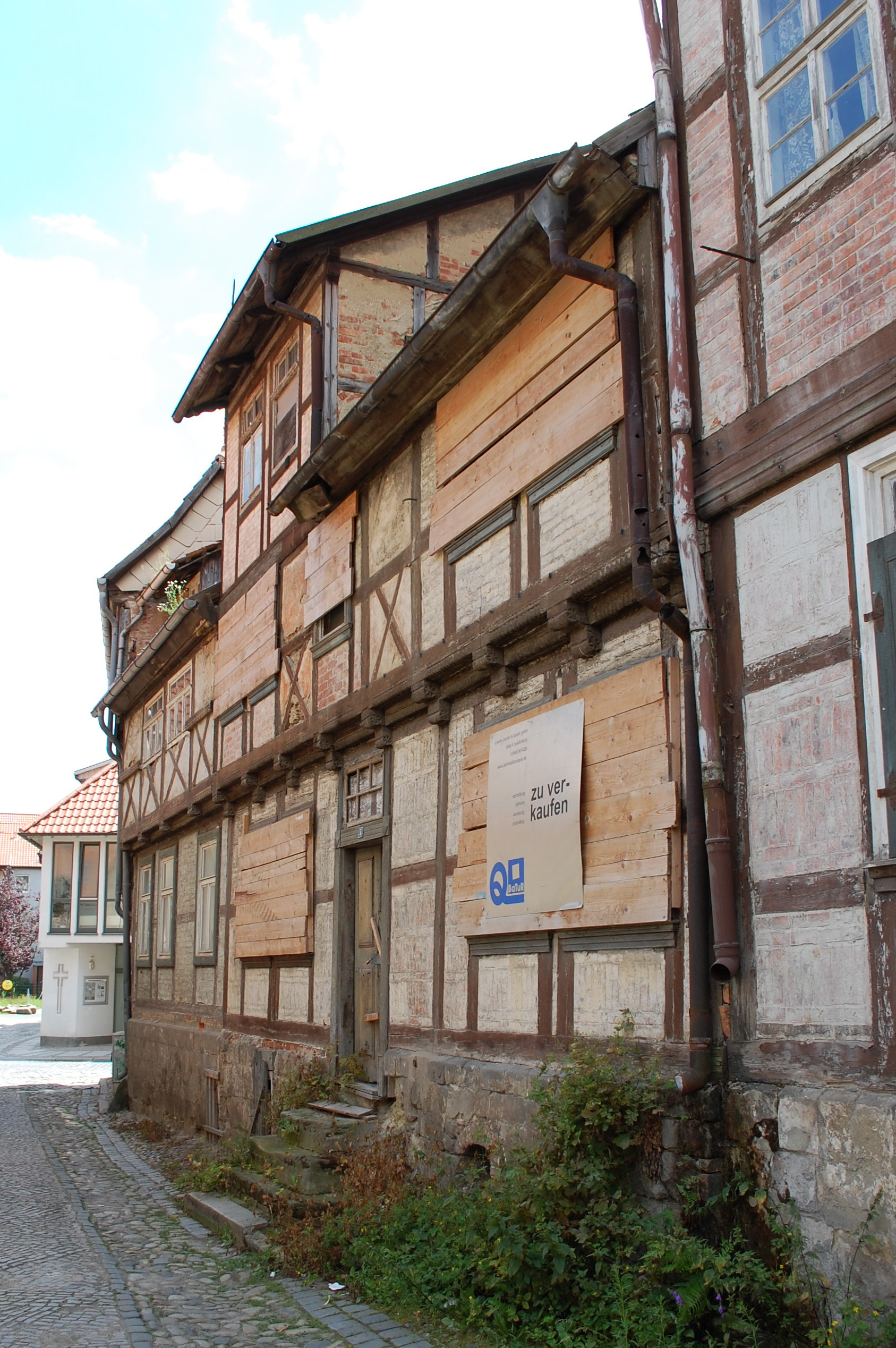
Ägidiikirchhof 5

Das Haus Aegidiikirchhof 5 ist ein denkmalgeschütztes Gebäude in Quedlinburg in Sachsen-Anhalt.

## Lage
Das im Quedlinburger Denkmalverzeichnis eingetragene Haus befindet sich im nördlichen Teil der Quedlinburger Altstadt. Es gehört zum UNESCO-Weltkulturerbe. An das Gebäude grenzt westlich das gleichfalls denkmalgeschützte Haus Aegidiikirchhof 6 an. 

## Architektur und Geschichte
Der zweigeschossige Fachwerkbau stammt vom Ende des 16. Jahrhunderts. Die Fachwerkfassade weist für die Bauzeit typische Zierformen auf. So sind in den Brüstungsfeldern des leicht überkragenden Obergeschosses Andreaskreuze eingefügt. In der Literatur wird das Gebäude als späte Form des Einsatzes von Fächerrosetten genannt. Darüber hinaus finden sich Taustab und Sternwalzen. Im Barock erhielten die Gefache eine Zierausmauerung. In der Zeit des Klassizismus wurden Eingang und Fenster verändert.
Das Gebäude wurde 2016 durch das Architekturbüro qbatur saniert.